# Metriogryllacris comes
Metriogryllacris comes är en insektsart som beskrevs av Andrej Vasiljevitj Gorochov 2002. Metriogryllacris comes ingår i släktet Metriogryllacris och familjen Gryllacrididae. Inga underarter finns listade i Catalogue of Life.